# Catedral de Nuestra Señora del Carmen (Barquisimeto)
Catedral Nuestra Señora del Carmen o catedral metropolitana de Barquisimeto es un templo católico. Fue el primer proyecto de envergadura construido por Jahn Bergkamp. Terminado en 1968 y consagrado el 14 de enero de 1969 por el cardenal José Humberto Quintero Parra, en la noche recibió a la Divina Pastora. Es una obra de ingeniería bastante avanzada para su época. Se encuentra en la avenida Venezuela entre avenida Simón Rodríguez y calle 30 de la ciudad de Barquisimeto capital del estado Lara en Venezuela.
Esta catedral nada convencional tiene forma de paraboloide hiperbólico, dos alas unidas a través de una torre central y requirió de extensivos cálculos estructurales así como extremo cuidado y precisión en la construcción. El techo de la catedral está formado por paneles de acrílico sostenidos por una red de nervios hechos con cables de acero post tensados recubiertos de concreto. Su forma exterior es de una flor boca abajo y posee un campanario externo a la edificación.

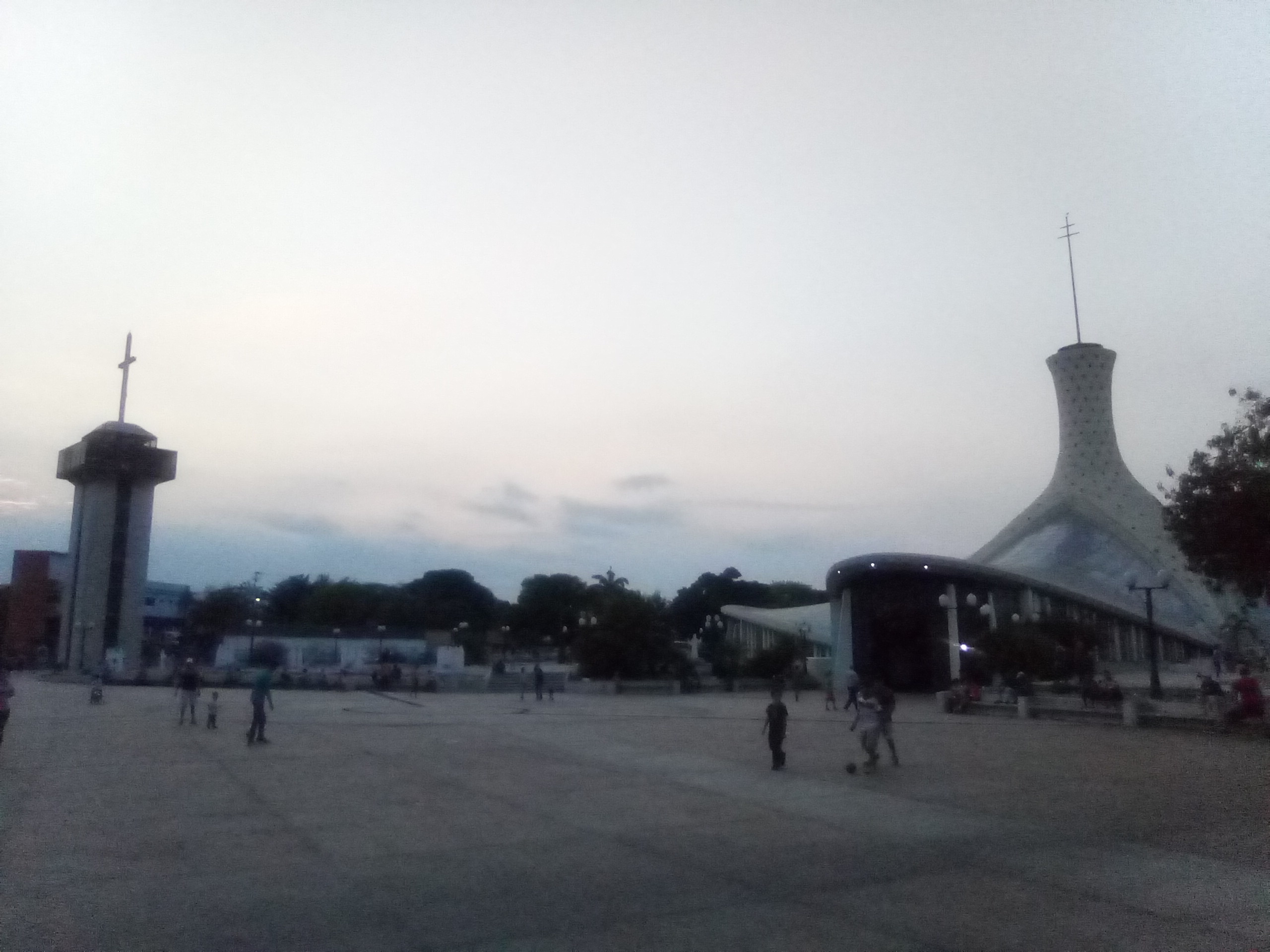
Catedral de Barquisimeto junto a su campanario (torre a la izquierda) y visitantes que disfrutan la tarde en sus espacios.

## Historia

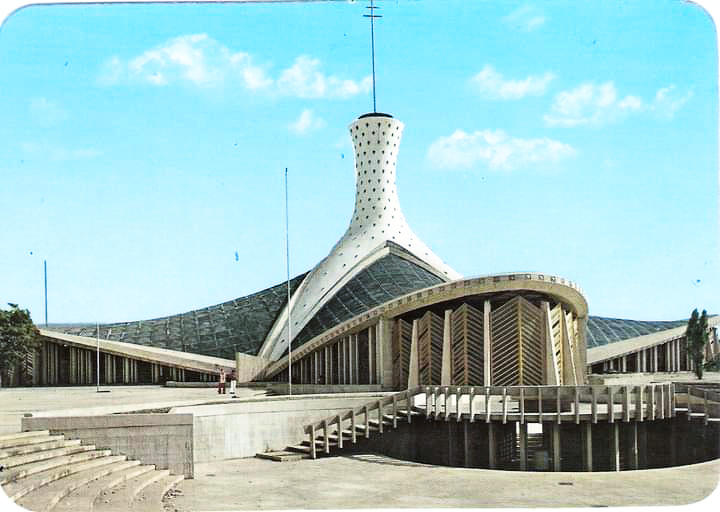
Foto antigua de la Catedral de Barquisimeto

Cuya construcción costó alrededor de 7 millones de bolívares y se inició en 1953 y culminó en 1968 bajo el diseño del arquitecto Jahn Bergkamp. Posteriormente en 1998 se inició una remodelación a la catedral en la cual se eliminó el bautisterio, y el techo paso de tecnoplástico de color azul con poliestireno abajo, a vidrio de seguridad de tipo reflectivo, se hizo el campanario la cual se planeó para su diseño original, al principio la catedral no tenía el cristo que cuelga sobre el altar, los vitrales eran viacrucis de arte abstracto y la casa parroquial no existía hasta 1992, la cerca perimetral no existía hasta los 90s. [cita requerida]

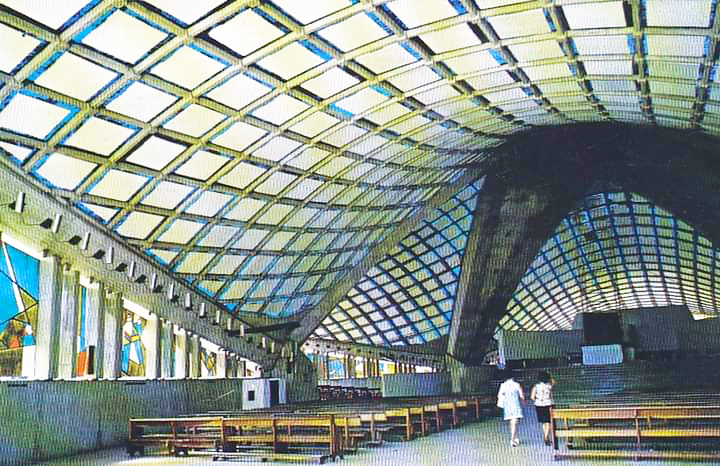
Interior original de la Catedral de Barquisimeto